# Du Haibin
Du Haibin (Pinyin : Dù Hǎibīn, chinois traditionnel : 杜海濱, chinois simplifié : 杜海滨) est un cinéaste indépendant chinois de documentaire.

## Biographie
Né en 1972 dans la province du Shanxi, il passe sa jeunesse dans deux villes, Baoji et Xi'an.
Il étudie à l'École de Photographie de l'Académie du film de Pékin entre 1996 et 2000[réf. nécessaire].
Durant sa troisième année, Du et ses camarades forment l'équipe « Dao Guang »[réf. nécessaire], ils tournent des courts métrages et des documentaires avec un caméscope Hi-8, un cadeaux offert par sa famille. « Dou Dou » est son premier film, présentant l'instabilité de la vie d'un jeune homme dans une grande ville.
En 2000, lorsque Du rentre à Baoji pour passer le Nouvel an chinois, il rencontre un groupe de chiffonniers habitants au bord du chemin de fer à Baoji. Un an plus tard, il a sorti son documentaire « Along the Railway », qui est devenu un de ses documentaires les plus connus, présentant  la vie de ces personnes, qui vivent en bas de la société chinoise. Reconnue pour sa vision authentique et ses méthodes de tournage, ainsi que son esthétique rugueuse, ce qui en fait l'un des chefs-d'œuvre DV à l'époque en Chine[réf. nécessaire].
À partir de 2001, Du montre une continuité régulière dans sa création, il finit presque un film par an, ce qui est un fait rare chez les autres réalisateurs à la même époque[réf. nécessaire].

## Filmographie
- 2015 :  A Young Patriot, 《少年小赵》Prix du Jury lors du 39e Festival international du film de Hong Kong[2]
- 2009 : 1428,《1428》 Prix Orizzonti du meilleur documentaire, 66e Festival International du Film de Venise, 2009[3].
- 2008 :  Umbrella,《伞》Mention Honorable, 30e édition du Festival international de Films Documentaires Cinéma du Réel, Paris, 2008.
- 2006 : Stone Mountain,《石山》
- 2005 : Beautiful Men,《人面桃花》Prix du Meilleur Documentaire Asiatique, Festival International du film de Pusan, 2005
- 2003 : Life in Beijing,《北京纪事》
- 2002 : Under the Skyscraper,《高楼下面》
- 2001 : Along The Railway,《铁路沿线》 Prix du Meilleur documentaire, 1re édition du Festival du film indépendant Chinois, 2001; Mention Spéciale, Festival International du Film Documentaire de YAMAGATA, 2001

## Distinctions
- Prix du Jury lors du 39e Festival international du film de Hong Kong pour A Young Patriot[4]
- Prix Orizzonti du meilleur documentaire au 66e Festival International du Film de Venise pour 1428
- Prix du Meilleur Documentaire Asiatique, Festival International du film de Pusan pour Beautiful Men
- Prix du Meilleur documentaire, 1re édition du Festival du film indépendant Chinois pour Along The Railway